# Morab, Khanapur
Morab là một làng thuộc tehsil Khanapur, huyện Belgaum, bang Karnataka, Ấn Độ.